# Кортаццоне
Кортаццоне (итал. Cortazzone) — коммуна в Италии, располагается в регионе Пьемонт, в провинции Асти.
Население составляет 658 человек (2008 г.), плотность населения составляет 63 чел./км². Занимает площадь 10 км². Почтовый индекс — 14010. Телефонный код — 0141.
Покровителем города считается св. Секунд Астийский, празднование 2 мая.

## Демография
Динамика населения:

## Администрация коммуны
- Официальный сайт: http://www.comune.cortazzone.at.it/